# Vladimir Tkachenko

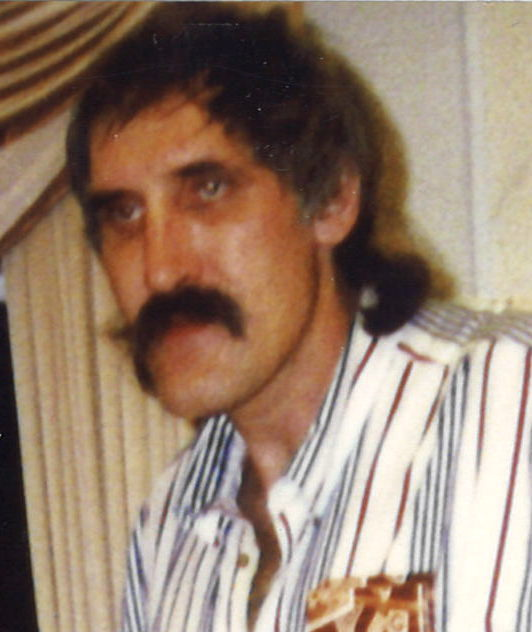
Vladimir Tkachenko

Vladimir Petrovich Tkachenko (cirílico:Владимир Петрович Ткаченко) (Golovinka, 20 de setembro de 1957) é um ex-basquetebolista russo que integrou a Seleção Soviética que conquistou a Medalhas de Bronze disputadas nos XXI Jogos Olímpicos de Verão realizados em 1976 na cidade de Montreal e nos XXII Jogos Olímpicos de Verão realizados em 1980 em Moscou.